# Kán (méltóság)
A kán törzsszövetségek, államalakulatok vezetőinek elnevezése a középkori türk nyelvű népeknél. 
Először a 4. századi kínai krónikák említették. A század derekán a Türk kaganátus uralkodója viselte a káni címet, majd a többi türk népnél (avarok, kirgizek, kunok, kazárok stb.) is elterjedt. A mongol uralkodók kezdetben a kagán címet használták. Kánnak nevezték az uralmuk alá hajtott területek fejedelmeit is. 
Kánzadeh a kán fiainak címe, mint herceg, kánbikeh a kán felesége.